# Melanagromyza vasquezi
Melanagromyza vasquezi är en tvåvingeart som beskrevs av Spencer 1982. Melanagromyza vasquezi ingår i släktet Melanagromyza och familjen minerarflugor. Inga underarter finns listade i Catalogue of Life.